# Strenči
 Strenči  (deutsch Stackeln) ist eine Kleinstadt in der Region Vidzeme, dem historischen Livland, im Norden Lettlands. Im Jahre 2022 zählte sie 947 Einwohner.

## Geschichte

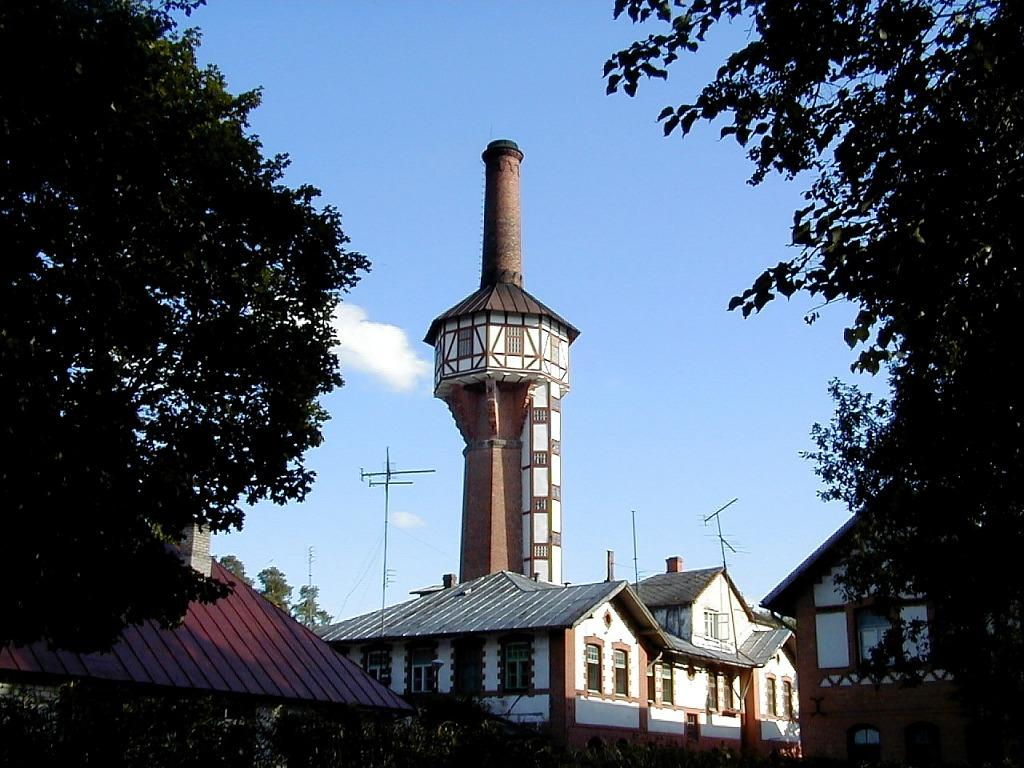
Gebäude des Psychoneurologischen Krankenhauses Strenči mit Wasserturm

Das erste Mal wird der Ort auf einer Karte des Postweges von Riga nach Dorpat (estnisch. Tartu) verzeichnet. Im 18. Jahrhundert wurden hier Baumstämme der umliegenden Güter die Gauja hinunter geflößt. Die Eröffnung der Station Stackeln an der Bahnlinie Riga–Pleskau 1889 brachte wirtschaftlichen Aufschwung mit sich. Ab 1903 wurde auf Initiative der Livländischen Ritterschaft die Psychiatrische Klinik des Gouvernements Livland erbaut, welche zu den modernsten in Europa zählte. Die Gebäude und Parkanlagen wurden von dem deutschbaltischen Rigaer Architekten August Reinberg entworfen. Nach 1945 wurden in Strenči Industriebetriebe angesiedelt, so dass die Einwohnerzahl bis 1979 auf 2666 anstieg.
Von 2009 bis 2021 bestand eine gleichnamige Verwaltungsgemeinschaft (Strenču novads) mit Seda und zwei Landgemeinden, die anschließend im Bezirk Valmiera aufging.

## Veranstaltungen
- Alljährlich findet in Strenči ein großes Flößerfest statt.

## Partnerstädte
- Es bestehen Städtefreundschaften mit Lainate (Italien), Rosice u Brna (Tschechien) und Sayda (Deutschland)